# 산호해 해전
산호해 해전(珊瑚海 海戰, 영어: The Battle of the Coral Sea)은 1942년 5월 4일부터 5월 8일까지 일본 해군과 미국 해군이 산호해에서 벌인 전투이다. 산호해 해전은 양측 항공모함이 서로를 발견하면서 시작되었고, 그 직후 서로를 향해 직접적인 공격을 가했다.
남태평양에서 일본의 방어를 강화하려는 시도의 일환으로, 일본군은 뉴기니의 수도 포트 모레스비, 그리고 남동 솔로몬 제도의 툴라기를 소유하고자 하였다. 이를 위한 작전명은 'MO작전'으로 불린다. 여기에 일본 연합 함대의 정규 항공모함 2척, 경항공모함 1척이 침공대를 지원하기 위해 남하하였다. 이 함대의 총책임자는 이노우에 시게요시 제독이었다. 미국은 암호 해독을 통해 일본군의 계획을 알아냈고 2척의 정규항모와 미국-호주 순양함대를 파견하였다. 이 함대의 총책임자는 프랑크 플레쳐 제독이었다.
5월 3-4일에, 일본군은 성공적으로 툴라기를 침공, 점령하였다. 그러나 이 과정에서 몇몇 전함이 미국 정규항모 요크타운의 항공 공격을 받아 침몰하거나 손상되었다. 미국 항공모함이 근처에 있음을 알아차린 일본 함대는 연합군의 함대를 수색, 격멸하기 위해 산호해로 진입하였다.
5월 7일, 양측 함대는 이틀 간 계속해서 서로의 공격기를 주고받으며 격렬하게 싸웠다. 첫날, 미국은 일본의 경항공모함 쇼호를 침몰 시키는 성과를 거두었고, 일본은 이에 반해 구축함 한 척을 침몰 시키고 급유함 한 척을 대파하여, 첫날은 미국의 판정승으로 끝났다. 그러나 다음날, 일본이 미국 정규 항모 렉싱턴을 대파하여 스스로 침몰하게 했으며, 다른 정규 항모 요크타운도 대파 시킨 데 반해, 미국은 일본의 정규 항모 쇼카쿠를 대파, 정규 항모 즈이카쿠를 소파하는데 그쳐 더 큰 피해를 입었다. 그런 과정에서 양측은 엄청난 항공기 피해를 입었으며, 양측 함대 모두 물러났다. 공중 엄호력이 약해진 것을 우려한 이노우에 제독은 포트 모레스비 침공군을 물렸으며, 후일을 기약하였다.
일본군은 경항공모함 1척 침몰, 정규 항공모함 1척 대파, 정규 항공모함 1척 소파의 피해를 입었다. 그리고 미국-호주 연합군은 정규 항공모함 1척 침몰, 정규 항공모함 1척을 대파 당했다. 가장 비싸고 진수 시간이 오래 걸리는 정규 항모가 침몰하였으므로 피해 상황만 놓고 보면 일본의 승리였다. 하지만, 이후의 전쟁 전개 상황을 고려해 보았을 때 역사가들은 이 전투를 미국의 승리로 판단한다. 그 이유 중 가장 중요한 것은, 일본 항공모함 쇼카쿠와 즈이카쿠이다. 쇼카쿠는 대파 당했고, 즈이카쿠는 항공기의 손실이 막심하였으나 일본의 산업력으로는 보충이 늦었다. 결국 이 두 항공모함은 이후 미드웨이 전투에 참가하지 못하였으며, 그에 따라 미국은 미드웨이에서 일본을 이길 수 있었다. 미드웨이에서 일본은 완전히 허를 찔렸으나, 쇼카쿠와 즈이카쿠가 포함되어 있었다면 모든 전략의 열세에도 불구하고 미국이 이를 뒤집기 어려웠을 것이라는 것이 대체적인 판단이다. 물론, 미국 역시도 이 전투에서 정규항모 렉싱턴을 잃고 요크타운도 큰 손상을 입었지만, 엄청난 수리력을 발휘하여 요크타운을 끝내 미드웨이 전장에 참가 시켰기 때문에, 산호해 해전은 일본이 전술적으로는 승리하였으나 전략적으로는 미국이 이겼다고 판단하는 것이다. 미드웨이에서 패한 일본은 다시 포트 모레스비를 공격하지 못했으며, 연합군은 이후 과달카날 전투, 뉴기니 전투에서 큰 이점을 얻을 수 있었다. 이후 남태평양에서의 일본의 방어는 부서졌고, 2차 세계대전 일본의 항복에 크게 기여하였다.

## 배경

### 일본의 확장
1941년 12월 7일, 일본은 항공모함 6척을 동원해서 미국령 하와이의 진주만을 기습했다. 이 공격으로 미국 태평양 함대의 대부분의 전함이 침몰하거나 크게 손상되었으며, 태평양 전쟁이 시작되었다. 일본 수뇌부는 미국 함대를 무력화하고, 동남아시아의 풍부한 자원을 장악하며, 그들의 넓은 식민지를 방어하기 위한 거점을 소유하고자 했다. 진주만을 기습함과 동시에, 일본은 말레이반도 역시도 침공했으며, 이곳을 점거 중이던 영연방, 오스트레일리아, 뉴질랜드도 이를 방어하기 위해 일본에 대항하기 위한 동맹을 결성하였다. 일본 연합 함대는 1941년 11월 1일부로 1호작전을 발령하였는데, 이것의 최종 목표는 영연방과 미국을, 네덜란드령 동인도와 필리핀에서 쫓아내고, 그곳에서 쏟아지는 풍부한 자원을 손에 넣어, 경제적 독립을 달성하는 것이었다.
이런 목표를 달성하기 위해, 1942년 초 몇 달 동안, 말레이를 포함하여 일본은 지속적인 동남아 침공을 가했고, 필리핀, 타이, 싱가포르, 네덜란드령 동인도, 웨이크섬, 뉴브리튼, 길벗제도를 몽땅 손에 넣었다. 연합군의 중추인 미국의 태평양 함대가 반신불수가 되었으므로 일본은 큰 어려움 없이 이곳의 연합군을 축출하며 승승장구할 수 있었다. 일본은 그들이 점령한 땅에 강력한 요새와 방어 진지를 구축하여 연합군의 어떠한 반격도 격퇴할 수 있을 것이라 믿었다.
전쟁이 시작되고 얼마 지나지 않아, 일본 해군 지휘부는 일본 남태평양 세력의 위협이 되는 것을 방어하기 위해, 오스트레일리아 북쪽을 침공할 것을 건의하였다. 하지만 일본 육군은 중일전쟁에만 막대한 병력을 투입하고 있었으므로, 오스트레일리아까지 침공할 여유는 없다며 이 건의를 거절하였다. 게다가, 일본 남태평양은 대부분 일본해군 4함대 관할이었는데, 4함대를 통솔하는 이노우에 시게요시 중장은 오스트레일리아를 점령하는 것보단, 남동 솔로몬 제도의 툴라기와, 뉴기니의 수도 포트 모레스비 - 북부 오스트레일리아를 비행 거리 내에 둘 수 있는가를 점령하는 쪽을 지지하였다. 이노우에는 툴라기와 포트 모레스비를 장악하면 일본 함대의 주력이 정박 중인 뉴브리튼의 라바울 섬 방비를 더욱 굳건히 할 수 있으리라 믿었기 때문이다. 일본 해군은 육군의 도움이 없으면 오스트레일리아 점령이 불가능했고, 일본 육군 또한 툴라기와 포트 모레스비 정도면 많은 육군이 필요하지 않을 거라 보아, 양측 모두 이노우에의 중재안을 받아들였다. 이제 이 지역은 뉴칼레도니아, 피지, 사모아를 점령하는 전초기지가 되고, 그렇게 되면 미국과 오스트레일리아 간의 보급선을 끊을 수 있을 것이었다.
1942년 4월, 일본 해군과 육군은 툴라기와 포트 모레스비 점령 작전을 구체적으로 입안하고, ‘MO작전’으로 명명한다. 이 작전에서는 5월 10일까지 포트 모레스비를 침공, 점령하기로 되어 있었다. 그 전 5월 2-3일에 툴라기를 점령하기로 되어 있었고, 해군은 이곳에 수상기 기지를 건설하여, 남태평양의 미군 활동을 감시하고 정찰하는데 이용하고자 하였다. MO작전이 끝날 경우, 해군은 RY작전을 발령하여 나우루, 오션제도를 5월 15일까지 점령하고, RY작전까지 성공적으로 끝나면, FS작전을 발령하여 피지, 사모아, 뉴칼레도니아를 점령할 생각이었다. 3월에 이미 연합군의 항공모함이 뉴기니의 라-사라무아 지역을 침공하는 일본 함대를 공격하여 피해를 입혔기 때문에, 이노우에는 또다시 연합군이 항공모함을 보낼 것을 염려하여 일본 연합 함대의 항공모함 3척을 보내어 MO작전의 항공 엄호를 하도록 하였다. 특히, 이노우에는 오스트레일리아의 타운스빌과 쿡타운의 연합군 폭격기들을 가장 우려하였다. 이들은 라바울과 라-사라무아를 사정거리 내에 두고 있었기 때문이다.
일본 연합 함대의 총책임자인 야마모토 이소로쿠 대장은, 진주만 기습 때 미국 항공모함을 놓쳤던 것을 매우 아쉬워하고 있었다. 그래서 그는 이 MO작전을 통해, 6월에는 미국 항공모함을 전장에 끌어낼 수 있기를 바랐다. MO작전이 성공적으로 끝나고 하와이를 공격하는 제스처를 취하면, 미국의 항공모함은 더 이상 숨을 곳이 없었다. 미국이 진주만에서 대부분의 전함을 잃었으므로, 아직은 일본이 해군력에서 압도적 우위를 점하고 있었다. 그는 하와이 근처 미드웨이를 낙점하였다. 그리고 그곳에서 미국의 남은 항공모함들을 전부 격멸하기만을 노리고 있었던 것이다. 야마모토는 MO작전의 성공을 지원하기 위해, 2척의 정규 항모, 1척의 경항모, 1 순양함대, 2 구축함대등 상당한 규모의 함대를 파견하고, 이노우에 시게요시를 MO작전의 지휘자로 임명했다.

### 연합군측의 대응
일본군은 전혀 눈치채지 못했지만, 사실 미국 해군은 해군 통신부의 통신보안부서는 몇년 전부터 이미 일본군의 암호와 코드를 해독하는데 성공한 상태였다. 1942년 3월, 연합군 측은 일본군 통신의 반절 가까이를 차지하는 JN-25B 암호의 15%를 해독할 수 있었다. 4월이 지날 때에는 85%를 해독할 수가 있게 되었다.
1942년 3월, 연합군은 일본 측 통신을 가로채어, 처음으로 MO작전의 존재를 눈치챈다. 4월 5일, 연합군은 일본 항공모함과 전함들을 이노우에의 영역으로 보내는 메시지를 가로챌 수 있었다. 4월 13일, 연합군은 이노우에에게 보내는 메시지 도 해독한다. 제 5 항공전대에는 정규 항모 즈이카쿠와 쇼카쿠가 편성되어 있었다. 이를 통해 연합군은 MO작전의 타겟이 포트 모레스비라는 것을 알아낸다.
한편, 태평양 기동 함대의 새 제독으로 임명된 체스터 니미츠 대장과 그의 참모들은 해독된 일본 측 메시지에 대해 논의하였고, 일본의 남서태평양 첫 목표지가 포트 모레스비일 것 같다는데 의견이 일치하였다. 연합군 측은 포트 모레스비를 반격의 중요 거점으로 여기고 있었다. 니미츠의 참모부는 일본의 MO작전이 또한, 항공모함들을 동원하여 미군의 기지인 사모아와 수바 또한 공습 할 수도 있을 것이라고 예측하였다. 니미츠 제독은 어네스트 킹 - 미 해군 총사령관 - 에 건의하여, 태평양에서 미군의 가용한 항공모함 모두를 (당시 4척) 산호해에 투입하여 일본의 야욕을 저지하겠다고 허락을 받았다. 4월 27일까지, 미군의 암호해독반은 MO작전과 RY작전의 더 구체적인 사항과 목표를 알아내었다.
4월 29일에, 드디어 니미츠는 그의 항공모함 4척 모두에게 명령을 내려 산호해로 향하는 전함들을 보호토록 하였다. 플레쳐 미 해군소장이 이끄는, 정규 항모 요크타운이 포함된 미 17기동함대는, 순양함 3척과 구축함 4척의 호위를 받았고, 보급대로는 급유함 2척과 구축함 2척이 뒤따랐다. 17기동함대는 4월 27일 통아타부 본진을 떠나, 산호해로 향하였다. 어브레이 피치 미 해군소장이 이끄는, 정규 항모 렉싱턴이 포함된 미 11기동함대는, 순양함 2척과 구축함 5척의 호위를 받았고, 피지와 뉴칼레도니아 사이를 항해하고 있었다. 윌리엄 허지 미 해군중장이 이끄는, 정규 항모 엔터프라이즈와 호넷이 포함된 미 16기동함대는, 둘리틀 특공대를 도쿄에 발진 시키고 이제 막 진주만에 돌아온 상태였으므로, 산호해의 전투에는 제시간에 도착하지 못하였다. 니미츠 제독은 그동안 플레처를 남태평양 함대 관할로 맡겼다. 사실, 산호해 영역은 미 육군을 이끄는 맥아더의 관할이었지만, 이 전투에서 플레처와 헐지는 상부 보고시, 맥아더가 아닌 니미츠에게 직접적으로 보고를 올렸다.
한편, 일본 측도 미 16기동함대가 진주만에 도착했다는 통신을 가로채는데 성공하였다. 그래서 한 척을 제외한 미국의 항공모함이 전부 진주만에 있다고 생각하였고, 나머지 한 척의 항공모함의 정확한 위치도 알 수 없었으므로, 미국의 항공모함이 일본의 MO작전에 적절히 반응할 거라고 생각하지 못하였다.

## 전투

### 전초전
4월 하순 동안, 일본의 잠수함 RO-33과 RO-34는 상륙 침공하기로 계획된 장소들을 정찰 중이었다. 이 잠수함들은 로젤제도와 조마드 해협, 포트 모레스비로 가는 길 등을 탐사하였다. 그러나 그들은 연합군 배를 발견하지 못하고, 4월 23일과 24일 각기 라바울에 귀항하였다.
일본의 포트 모레스비 침공대는, 코소 아베 일 해군소장의 지휘를 받았으며, 일본 육군의 남태평양군 소속 5천 명의 병력과 일본해군 육전대 5백 명의 병력으로 구성되어 있었다. 이들을 호송하는 함대는 사다미치 카치오카 일 해군소장이 이끄는 경항모 1척, 경순양함 1척, 구축함 6척의 함대였다. 아베의 상륙 함대는 5월 4일 라바울을 출발하여 다음날 카치오카의 호위 함대와 합류하였다. 그리고 천천히 8노트의 속도로 조마드 해협을 지나 뉴기니 남쪽을 돌아 5월 10일 포트 모레스비로 도착할 예정이었다. 포트 모레스비의 연합군 수비대는 5,333명으로, 숫자만 놓고 보면 방어에 충분하였으나, 그중 반절은 제대로 훈련 받은 적이 없고 무장도 빈약했다.
일본의 툴라기 침공대는, 키요히데 시마 일 해군소장의 지휘를 받았으며, 일본해군 육전대 4백 명의 병력으로 구성되어 있었다. 상륙 함대는 기뢰 부설함 2척, 구축함 2척, 기뢰 제거함 6척이 포함되어 있었다. 툴라기 상륙을 지원하는 함대는 아리토모 고토 일 해군소장이 이끄는 경항모 1척(쇼호), 중순양함 4척, 구축함 1척의 함대였다. 나중에 여기에 쿠니노리 마루모 일 해군소장이 이끄는 경순양함 2척, 수상기모함 1척(카와카마 마루), 기관총보트 3척도 합류한다. 툴라기가 5월 3일 혹은 4일 함락되면, 이 호위 함대들은 전부 포트 모레스비 공략을 지원하도록 되어 있었다. 이노우에 일 해군중장은 중순양함 가시마에 탑승하여, MO작전을 총지휘하였다.
고토의 함대는 4월 28일 트럭 섬을 떠나, 부겐빌과 초이설 사이의 솔로몬 해역을 가로질러 뉴조지아 부근에 잠시 정박하였다. 마루모의 지원 함대는 4월 29일 뉴아일랜드를 떠나 산타 이사벨 제도의 천선만으로 향했다. 툴라기 침공을 지원할 수상기 기지를 세우기 위해서였다. 시마의 육전대는 4월 30일 라바울에서 출발하였다.
정규항모 즈이카쿠와 쇼카쿠가 포함된 제 5항공전대는, 중순양함 2척, 구축함 6척의 호위를 받으며 5월 1일 트럭을 떠났다. 제 5항공전대는 일 해군중장 타케오 다카기의 지휘를 받았다. 다카기는 중순양함 묘고를 기함으로 하였으며, 하라 주이치 일 해군소장이 즈이카쿠를 타고 항공대를 지휘하였다. 제 5항공전대는 솔로몬 제도의 동쪽을 타고 내려와 과달카날 남쪽의 산호해 해역으로 진입하였다. 산호해 해역에 진입하면, 제 5항공전대는 일본의 상륙 침공대에 공중 엄호를 제공하고, 포트 모레스비의 연합군 항공력을 괴멸시키며, 동시에 산호해 해역으로 진입하는 연합군 세력은 즉시 격퇴하는 임무를 맡았다.
산호해로 향하는 도중, 다카기는 9대의 제로기를 라바울로 보냈다. 하지만 기상 조건이 좋지 않아 제로기들이 귀환해야만 했고, 그중 1기는 바다에 추락하였다. 다카기는 한번 더 제로기를 보냈으나 또다시 실패하였고, MO작전의 시간기한을 맞추기 위해 제로기를 라바울에 보내는 것을 포기하고 솔로몬 제도에서 함대 급유를 받도록 지시했다.
혹시나 접근할지 모를 연합군 함대의 조기 경보를 제공하기 위해, 일본은 잠수함 4척을 보내어 과달카날 남서쪽 520마일 해상에서 감시 임무를 맡도록 하였다. 그러나 정작 연합군 측 플레쳐의 함대는 잠수함들이 감시 위치에 도달하기 전에 과달카날을 이미 빠져나갔으므로, 일본은 플레쳐의 함대가 오는 줄은 꿈에도 모르고 있었다. 정찰을 위해 추가 파견했던 잠수함 I-21은, 미 정규 항모 요크타운이 보낸 항공기에 의해 공격을 받기까지 하였으나, 일단 잠수함은 피해를 받지 않았고, 그 항공기가 육지 기지에서 보낸 것으로 착각하여, 이 상황에서도 일본은 미국 함대의 존재를 눈치채지 못했다. 결국 일본 잠수함들은 몽땅 정찰 업무에 투입되었으나 아무도 미 함대를 발견하지 못하였고, 결과적으로는 전투에 어떠한 잠수함도 참가하지 못했다.
5월 1일 아침, 미 17기동 함대와 11기동 함대는 뉴칼레도니아 남서쪽 350마일 해역에서 합류하였다. 플레쳐는 11기동 함대는 급유함 티피카노에서, 17기동 함대는 급유함 네오쇼에서 급유를 받도록 하였다. 17기동 함대는 다음날까지 급유가 완료되었으나, 11기동 함대는 5월 4일에야 급유를 마칠 수 있었다.

### 툴라기
5월 3일 아침, 시마의 함대가 툴라기에 도착했고 곧 섬을 점령하기 위해 육전대를 상륙 시키기 시작했다. 툴라기는 무방비 상태였다. 오스트레일리아 특전사로 구성된 소수의 수비대와 오스트레일리아 정찰기 몇 대만이 있었을 뿐이었다. 따라서, 상륙한 일본군은 즉시 이 섬에 수상기 기지와 통신 센터를 건설하였다. 경항모 쇼호에서 날아온 전투기들이 오전 동안 이곳을 엄호해 주었다. 그동안 고토의 함대는 급유를 받기 위해 방향을 틀었다. 급유가 끝나면 포트 모레스비의 상륙작전을 엄호하도록 되어 있었다.
5월 3일 17:00, 플레쳐는 일본군의 함대가 툴라기로 향하고 있다는 것을 알고 있는 상태였다. 하지만 11기동 함대는 급유를 계속 받고 있어야 했고, 17기동 함대는 무선 침묵 때문에 통신을 할 수가 없었다. 17기동 함대는 다음날 아침 툴라기의 일본군을 공격하기 위해 과달카날로 출발하였다.
5월 4일, 17기동 함대는 과달카날 남쪽 120마일 해상에서 총 60대의 항공기를 3번에 걸쳐 순차적으로 발진 시켰다. 공격 목표는 툴라기의 시마 함대였다. 요크타운에서 날아오른 항공기들은 시마의 함대를 기습하는데 성공했고, 구축함 기쿠주키와 3척의 기뢰제거함을 침몰 시켰고 4척의 다른 함정에도 크고 작은 피해를 입혔다. 미국은 이 과정에서 1대의 급강하폭격기와 2대의 전투기를 잃었지만, 조종사들은 모두 무사히 구조되었다. 공격을 나간 항공기들이 무사히 귀환하자, 17기동 함대는 신속히 남쪽을 통해 전장을 이탈하였다. 항공기들의 공격을 받았음에도, 그러나 일본군은 수상기 기지 건설을 계속하였고, 5월 6일부터는 이 기지에서 수상기들이 정찰 임무를 실행할 수 있게 되었다.
항공 전대를 지휘하는 다카기가 연합군의 습격 소식을 전해 들은 당시에는 그의 함대가 툴라기 북쪽 350마일에서 급유를 받는 중이었다. 다카기는 즉시 급유를 중단하고 남동쪽으로 향했다. 그리고 연합군 함대가 솔로몬 제도 동쪽에 있다고 예상하고, 정찰기들을 그곳으로 파견했다. 물론 연합군 함대는 이곳으로 가지 않았기 때문에, 정찰기들은 아무것도 발견할 수가 없었다.

### 공중정찰과 결단
5월 5일 8:16분, 17기동 함대와 11기동 함대, 그리고 44기동 함대는 과달카날 남쪽 370마일 지점에서 합류하였다. 이때, 요크타운 소속 와일드캣 전투기 4대가 일본 정찰기를 발견하고 격추시켰다. 이 정찰기는 격추되기 전 본진에 적기 출현 보고를 하지 못하였으나, 이 정찰기가 돌아오지 않자 다카기는 연합군 항공모함이 그 부근에 있을 것임을 짐작하게 되었다.
한편 진주만으로부터 플레쳐에게 일본군의 포트 모레스비 상륙이 5월 10일에 있을 것이며, 일본 항공모함이 이들의 상륙을 엄호할 것이라는 정보가 제공되었다. 이 정보를 들은 플레쳐는 17기동 함대에 재급유를 받을 것을 지시하고 재급유가 끝나는 5월 6일에 루이지애드로 출발하여 5월 7일에 일본군과 전투를 벌이기로 마음먹었다.
이 와중에, 다카기의 항공 전대는 솔로몬 제도 동쪽을 남하하고 있었다. 그러다 서쪽으로 방향을 틀어 산 크리스토발의 남쪽을 지나 5월 6일에는 산호해 해역으로 진입하였다. 다카기는 툴라기 서쪽 210마일 지점에 이르자, 함대에 재급유를 받을 것을 지시하고 다음날 있을지도 모를 전투를 준비하였다.
5월 6일, 플레쳐는 11기동 함대와 44기동 함대를 17기동 함대로 통합시켰다. 그리고 일본군 항공모함이 아직 부겐빌 북쪽 부근에 있을 것이라 예상하고 재급유를 계속하였다. 일본군의 함대가 정찰 범위를 벗어나 있었기 때문에, 연합군의 정찰기는 하루종일 정찰을 했지만 일본군의 배 한 척도 발견할 수가 없었다.
반면 10:00시에, 툴라기의 수상기 기지에서 발진한 일본군 정찰기가 17기동 함대를 발견하였고, 이를 긴급하게 수뇌부에 알렸다. 다카기는 10:50분에 이 보고를 받았다. 이때 그의 함대의 위치는 플레쳐보다 350마일 북쪽에 있었다. 일본군 항공기들의 최대 항속 거리에 거의 딱 맞는 거리였다. 보고에 의하면 17기동 함대는 남쪽을 향하고 있었기 때문에, 다카기는 두 함대의 거리가 점점 멀어질 것으로 생각하였다. 게다가 플레쳐의 함대는 구름이 잔뜩 낀 곳을 지나고 있었기 때문에 그의 항공기들을 발진 시켜도 연합군 함대를 발견하지 못할 수가 있다고 생각하였다. 다카기는 하라 소장으로 하여금 2대의 항공모함에 2척의 구축함을 딸려 보내서, 내일 여명에 미국 함대를 공격할 만큼 거리를 좁히게 하고 나머지 함대는 계속 급유를 받게 하였다.
오스트레일리아에 기지를 두고 있던 미국의 B-17 폭격기들은 포트 모레스비를 향해 다가오는 고토의 전함들을 공격했으나 성과는 없었다. 맥아더의 사령부는 플레쳐에게 무전을 보내 일본군 상륙대가 다가오고 있음을 알렸다. 맥아더의 정찰기는 17기동 함대의 북서쪽 489마일 지점에서 일본해군의 경항공모함 쇼호를 발견했고, 이에 따라 플레쳐는 여기에 일본군 항공모함들이 다 있을거라는 잘못된 판단을 내렸다.
18:00시에, 17기동 함대는 마침내 급유를 마쳤고, 급유함 네오쇼는 구축함 심즈의 호위를 딸려 보내 떼어졌다. 연료를 모두 채운 17기동 함대는 북서쪽의 로젤제도로 향했다. 그러나 20:00에, 적의 항공모함 2대가 70마일 부근에 있다는 것은 알아차리지 못했다. (일본 측도 마찬가지) 20:00시에, 일본의 하라 함대는 다카기 함대와 합류하기 위해 방향을 반대쪽으로 틀었다.
5월 6일에서 7일로 넘어가는 밤에, 상륙함 카와카미 마루는 데보인 섬에 수상기 기지를 건설하기 시작했다.

### 함대항공전 첫째 날

#### 아침 공격
5월 7일 아침 6:25분. 17기동 함대는 로젤제도 남쪽 132마일 해상에 있었다. 플레쳐는 순양함과 구축함을 일부 보내어 조마드 해협을 봉쇄토록 하였다. 플레쳐는 이 순양함과 구축함들에게 공중 엄호를 제공하는 건 무리라고 생각하였다. 플레쳐의 항공모함은 일본 항공모함과 직접 싸워야 했기 때문에 엄호를 제공할 여유가 없을 거라고 판단했기 때문이었다. 이는 나중에 그의 항공모함이 일본 항공기의 공격을 방어하기 어렵게 하는 원인이 된다. 플레쳐는 자신의 항공모함이 위험해지게 될 것도 예상을 했으나, 일본군 상륙함이 포트 모레스비로 도달하지 못하게 저지하기 위해서는 조마드 해협을 반드시 봉쇄해야 한다고 생각했다.
플레쳐는 다카기의 항공모함이 어딘지 정확히 모르지만 자신의 북쪽에 있을 거란 정도는 예상하였다. 그래서 요크타운에서 차출한 10기의 급강하 폭격기(돈틀레스)를 보내어 6:19분부터 정찰을 시작하였다. 그러나 다카기는 북쪽이 아니라 동쪽 350마일 해상에 있었다. 다카기는 12기의 함상폭격기(97식)를 6:00시에 출발 시켜 17기동 함대를 찾도록 했다. 하지만 일본 측도 미국 함대가 자신들의 남쪽에 있을 거라고 믿고 있었기 때문에 서쪽이 아닌 남쪽으로 정찰기들을 보냈다. 결국 양측의 정찰은 엉뚱한 방향으로 진행되었다. 한편, 고토도 순양함 2척에서 각기 수상기 2기씩을 차출하여 남동쪽을 정찰하게 하였다. 데보인 섬에서 완성시킨 수상기 기지에서도 몇 기의 수상기가 날아올랐다.
7:22분에 쇼카쿠에서 출발한 다카기의 정찰기가 미국의 함대를 보고해왔다. 또 다른 정찰기도 이 함대의 존재를 확인 시켜 주었다. 7:45분, 정찰기는 "항공모함 1척, 순양함 1척, 구축함 3척"이라고 보고해왔다. 다른 정찰기도 다시 이것을 확인 시켜 주었다. 그러나 실제로 그것은 항공모함이 아니라 급유를 마치고 내려가던 급유함 네오쇼였다. (플레쳐가 딸려보낸 심즈도 같이 있었다). 일본 수뇌부는 드디어 미국 항공모함을 발견했다고 생각하고 환희에 젖었다. 하라와 다카기는 두근거리는 가슴을 진정 시키며 쇼카쿠와 즈이카쿠로부터 즉시 78대의 항공기를 출격시켰다. 18대의 제로 전투기, 36대의 99식 급강하폭격기, 24대의 뇌격기였다.
그러나 8:20분, 후루카타에서 보낸 수상 정찰기 중 1기가 플레쳐의 진짜 항공모함을 발견했고, 이를 긴급하게 라바울의 본부로 송신했다. 그러나 이미 항공모함을 발견했다고 생각하고 항공기를 보낸 다카기는 이를 지나쳐 버렸다. 8:30분에는 기누가사의 수상정찰기가 앞선 보고를 확인 시켜 주었다. 그제서야 다카기와 하라는 혼란에 빠졌다. 하지만 이미 보낸 것은 어쩔 수 없다고 생각하고 최초의 보고가 진짜 항공모함이기를 바라며, 항공기들을 귀환 시키지 않았다. 믿고 싶은 대로 믿어야 할 상황이었다. 혹은 재수가 좋으면, 연합군 항공모함이 두 그룹을 나뉘어 작전하고 있는 것 일수도 있었다.
한편 8:15분, 연합군의 항공모함 요크타운에서 발진한 돈틀레스 폭격기의 파일럿이, 고토의 함대를 발견하였다. 그는 이 함대가 원하던 목표물이 아니라는 걸 알았으나 실수로 "항공모함 2척, 중순양함 2척"으로 잘못 보고하였다. 플레쳐는 이 보고를 받고 그 역시도 기뻐하며 즉시 93대의 항공기를 출격시켰다. 요크타운과 렉싱턴으로부터 18대의 와일드캣 전투기, 53대의 돈틀레스 급강하 폭격기, 22대의 데버스테이터 뇌격기였다.
10:19분, 연합군 정찰기의 파일럿은 귀환했는데, 그제서야 자신의 보고가 잘못되었음을 확인하였다. 사실 그는 순양함 2척과 구축함 4척으로 보고한 줄로 알고 있었다. 그러나 이것도 잘못된 식별이긴 했다. 실제로는 경항모 쇼호가 포함되어 있었다. 그보다 약간 전, 10:12분에 이미 다른 정찰기로부터는 이상한 보고가 들어왔다. 이전에 항공모함 2척이라고 보고되었던 것과 비슷한 위치에서 "항공모함 1척, 상륙함 10척, 함종식별 어려운 전투함 16척"이라는 보고가 들어왔던 것이다. 이것이 고토의 함대의 정확한 보고였다. 그러나 어쨌든 플레쳐는 이 보고를 받고 자신이 일본 주력 함대의 정확한 몸통을 찾아 전투기들을 파견했다고 확신하였다. 그리고 이미 보낸 전투기들을 나중에 보고가 들어온 쪽으로 목적지를 변경시켰다.
9:15분, 다카기가 파견한 공격기들이 목표 지점에 다다랐다. 그들이 발견한 것은 연합군의 항공모함이 아닌 구축함 심즈와 급유함 네오쇼였다. 공격기들은 그것들을 내버려두고 근처에 어딘가 있을 항공모함을 정신없이 찾아다녔다. 하지만 한 시간이 지나서도 연합군의 항공모함은 그림자도 보이지 않았다. 그제서야 공격기들은 정찰기가 급유함을 항공모함으로 착각했다는 것을 알아차리고 다카기에 이 사실을 보고하였다. 크게 실망한 다카기는 심즈와 네오쇼를 격침 시키고 빨리 귀환하라는 명령을 내린다. 4대의 함상 폭격기가 심즈와 네오쇼를 공격하였고, 나머지 항공기들은 급히 항공모함으로 돌아갔다.
4대의 폭격기의 공격을 받은 네오쇼와 심즈는 힘없이 가라앉는다. 4방의 폭탄을 맞은 심즈는 두 동강이 나서 가라앉았다. 7방의 폭탄을 맞은 네오쇼는 이곳저곳이 만신창이가 되어 동력을 잃고 표류하다 가라앉았다. 동력을 잃기 전 네오쇼는 플레쳐에게 무전으로 대규모 일본 항공기들의 공격을 받았다고 보고하였다. 하지만 긴박한 틈에 자신의 위치를 정확히 알리는 데는 실패하였다.
한편 10:40분, 고토의 함대에 다다른 미국 항공기들도 맹공을 퍼붓기 시작하였다. 경항모 쇼호는 6대의 제로 전투기, 2대의 96식 전투기가 공중 엄호 중이었다. 쇼호의 나머지 전투기는 갑판 아래 출격 대기중이었다. 그리고 고토의 순양함들이 항공모함 주변을 다이아몬드 진형으로 호위하고 있었다.
렉싱턴에서 출발한 공격기들이 먼저 달려들었다. 이들은 대공방어망을 뚫고 쇼호를 집중 공격, 2방의 450KG 폭탄과 5발의 어뢰를 명중 시켰다. 쇼호는 심각한 피해를 입었다. 11:00분, 요크타운에서 출발한 공격기들이 쇼호의 숨통을 끊기 위해 공격을 가했다. 무려 11방의 450KG 폭탄과 2발의 어뢰를 추가로 얻어맞은 쇼호는 끝내 침몰하였다. 고토는 북쪽으로 함대를 퇴각 시켰고, 이후 구축함 사자나미를 보내어 생존자들을 구조하였다. 834명의 항공모함 승무원 중 203명만이 구조되었다. 일본군은 쇼호를 방어하는 과정에서 3대의 돈틀레스 폭격기를 격추시켰으나, 쇼호 안에 대기 중이던 18대의 전투기를 잃었다. 그러나 공중 엄호 중이던 전투기 3대 만은 살아서 데보인 기지로 귀환하였다. 미국은 원했던 2대의 정규 항모를 침몰 시키지는 못했으나, 꿩 대신 닭처럼 경항모 쇼호를 침몰 시키면서 출격한 보람은 있었다.

#### 오후 작전
쇼호를 침몰 시킨 미국 항공기들은 득의양양하게 귀환하여 13:38분 착함을 완료하였다. 14:20분에, 미국 항공기들은 포트 모레스비의 고토 침공 함대를 재공격하기 위해, 재무장을 받았다. 하지만, 플레쳐는 아직 일본의 2척의 항공모함의 정확한 위치를 알지 못했으므로 불안한 마음을 가지고 있었다. 그가 본부로부터 제공 받은 정보에는, 어쩌면 일본의 항공모함이 2척이 아니라 4척일 수도 있다는 내용도 있었기 때문에 그는 더욱더 불안했다. 플레쳐는 항공기들을 출격시켰을 때 일본의 항공모함들을 방어할 수가 없을 거라고 생각하였다. 그래서 그는 오늘은 더 이상 공격기들은 출격 시키지 말고, 마침 짙은 구름이 위에 있었으므로 초계기들을 올려 보내어 함대 방어에 신경을 썼다.
한편, 이노우에는 쇼호의 격침을 보고 받고 크게 분노하였다. 이노우에는 일시적으로 포트 모레스비 상륙작전을 중단시키고, 다카기에게 미국 항공모함이 근처에 있으니 어떻게든 박살내라고 명령하였다. 이때 미국의 B-17기 8대가 상륙 함대를 발견하고 폭탄을 떨어뜨렸으나 명중 시키지 못하였다. 고토는 상륙 함대를 로젤 제도로 이동시켜 밤사이에 있을지 모를 야간 전투에 대비하였다.
12:40분, 일본이 건설한 데보인 기지의 수상기들이 데보인에서 90마일 떨어진 지점에서 크레이스의 함대를 발견하고 보고해왔다. 13:15분에는 라바울의 정찰기도 크레이스의 함대를 발견하고 보고해 왔으나, 2척의 항공모함이 있다고 잘못 보고를 올렸다. 실제로 크레이스에게는 항공모함이 없었다. 이 보고를 받았을 때 네오쇼를 공격했던 공격기들이 아직 돌아오지 않았기 때문에, 다카기는 일단 과감하게 빈 항공모함들을 이끌고 연합군 함대가 발견되었다는 지점으로 이동했다. 그동안 플레쳐가 이끄는 진짜 미국의 항공모함들은 일본의 공격 반경을 벗어나 버렸다.
이노우에는 라바울의 육상 기지에도 명령을 내려 크레이스의 함대를 격멸시키도록 하였다. 육상기지에서는 12대의 뇌격기, 19대의 96식 육상 폭격기가 출동하였다. 14:30분에, 이들은 크레이스의 함대를 찾아내 공격하였다. 공격이 끝나고 귀환하면서, 일본 공격기들은 전함 캘리포니아를 침몰시키고 또 다른 전함 1척과 순양함 1척을 대파하였다고 보고하였으나, 실제로는 크레이스의 함대는 손상이 없었고 오히려 크레이스 함대의 대공포화에 일본 공격기 4대가 격추되었다. 이 와중에 미국의 B-17 폭격기가 크레이스 함대를 일본 함대로 오인하고 폭격을 가했으나 다행히 빗나갔다.
위기를 넘긴 크레이스는 15:26분에 플레쳐에게 공중 엄호 없이는 더 이상 임무를 완수할 수 없을 거라고 무전을 보냈다. 크레이스는 휘하 함대를 지정된 자리보다 남쪽으로 410km가량 물러났다. 방금 자신을 공격한 전투기들이 일본의 항공모함에서 날아온 것인지, 육상에서 날아온 것인지는 알 수 없었지만, 어쨌든 적기가 날아온 곳과 거리를 벌리기 위함이었다. 설상가상으로 크레이스 함대는 연료가 부족하였는데, 무선 침묵을 유지하는 플레쳐의 함대로부터는 아무런 답신이 없었다. 크레이스는 플레쳐의 위치, 상태, 의중 아무것도 알 수가 없었다.
15:00분이 조금 지난 후에, 일본의 항공모함 즈이카쿠에서는 데보인 수상 기지에서 발진한 정찰기의 보고가 입수되었다. 크레이스의 함대가 남동쪽 120도 방향으로 변침했다는 것이었다. 아직도 크레이스의 함대가 미국의 항공모함 본대라고 생각하고 있었던 다카기의 참모진은, 플레쳐의 함대(실제로는 크레이스의 함대)가 아슬아슬하게 사정거리 안으로 들어와 있을 거라고 여겼다. 계산대로라면 지금 폭격기들을 보내면 해질 녘이 되기 전 가까스로 플레쳐의 항공모함들을 공격할 수 있을 것이었다. 다카기와 하라는 즉시 제로기의 호위를 붙여 공격기 편대들을 출격시켰다. 물론 그들이 성공하더라도 돌아올 때는 야간착함을 각오해야 했다.
미국 항공모함의 위치를 철저히 확인하기 위해 15:15분, 하라는 함상공격기 8대를 서쪽으로 보내어 370km반경을 샅샅히 훑었다. 이때 미국의 네오쇼와 심즈를 격침 시킨 함상 폭격기들이 항공모함으로 귀환했다. 하지만 이제 막 도착하여 피곤한 이들은 착함하자마자 다시 공격을 나가야 한다는 명령을 받았다.
하라는 최정예의 조종사들을 가려 뽑아, 16:15분에 12대의 함상 폭격기와 15대의 함상 공격기를 출격시켰다. 하지만 이미 보냈던 함상 공격기 8대는 370km반경을 정찰하고도 플레쳐의 함대를 찾을 수 없었다.
17:47분, 다카기의 서쪽 370km 해상에 있던 미 17 기동 함대는 일본 공격기 편대를 발견하고 11대의 와일드캣을 보내어 6대의 함상 공격기와 1대의 함상 폭격기를 격추시켰다. 대신 와일드캣 3기가 격추 당했다.
공격기를 상당수 잃은 일본 공격기들은 목표를 수행하기 어렵다고 생각하고 어뢰와 폭탄 등을 버리고 모함으로 달아났다. 18:30분, 일몰이 시작되었다. 달아나던 몇 기의 일본 폭격기들은 어둠 속에서 미군 항공모함을 발견하였는데, 이를 일본군으로 착각하여 근처를 빙빙 선회하며 착륙을 시도하였다. 놀란 17 기동 함대는 대공포를 퍼부어 이들을 쫓아냈다. 20:00분에, 다카기의 함대와 플레쳐의 함대는 단 190km 떨어져 있었다. 다카기가 보냈던 공격대 중 18대 만이 살아 돌아왔고, 전함들이 탐조등을 켜서 이들은 무사히 착함하였다.
그러는 동안, 15:18분에서 17:18분 사이, 구축함 네오쇼는 17기동 함대에 무전을 보내 현재 위치와 침몰 중임을 알렸다. 하지만 네오쇼는 자신들의 위치를 잘못 보냈고, 시간은 지체 되어 급유함 심즈는 결국 구출되지 못했다. 이 소식은 플레쳐에게는 더 이상 급유 지원이 없음을 의미하는 것이었다.
밤이 되자 플레쳐는 함대를 서쪽으로 이동시켰다. 이노우에는 다카기에게 미국 항공모함을 내일 격침하라 이르고 포트 모레스비 상륙작전을 5월 12일로 연기하였다. 다카기는 함대를 북쪽으로 물렸다. 그리고 내일은 서쪽과 남쪽의 수색에 집중하고 포트 모레스비 침공을 도울 준비를 하였다. 고토의 수상 함대는 손상을 입어 미군과 야간 수상 전투를 벌이긴 무리였다.
일본군과 미군 양측은 다음날에서는 서로를 반드시 일찍 찾아내겠다고 다짐했다. 그리고 낮 작전 동안 지친 조종사들을 쉬게 하고 내일의 전투를 준비했다. 1972년 미 부제독 덕워스는 이날 전투를 이렇게 평했다. "1942년 5월 7일 산호해의 전투는 전쟁 사상 가장 어리버리한 전투였다." 그럴 만 했다. 이날 일본과 미국 모두 부정확한 정찰과 보고의 오류, 그에 따른 오판을 계속 저지르는 바람에 하루종일 비행기를 출격 시키고도 서로 별 타격도, 성과도 없었다. 그나마 미국은 일본의 경항모 쇼호를 침몰 시키면서 소정의 성과는 달성하였다.

### 함대항공전 둘째 날

#### 일본 항공모함에 가해진 공격
다음날인 5월 8일, 06:15분. 로젤섬 동쪽 190km 해상에 있었던 하라는 7대의 함상 공격기를 보내어 140-230도 방향 460km를 정찰했다. 이 정찰에는 툴라기에서 발진한 97식 카와니시 비행기 3대와, 라바울에서 발진한 1식 폭격기 4대가 도움을 주었다. 07:00분에, 일본의 항공모함 본대는 남서쪽으로 변침하여 고토의 순양함 2대(기누가사, 후루타카)와 합류했다. 고토와 카지오카의 상륙 부대는 우드락 섬 동쪽 74km 해상에서 기다리고 있었다. 밤사이에, 어제는 미군 항공모함을 숨겨주었던 구름들은 북동쪽으로 이동하여, 이제는 일본의 항공모함들을 숨겨주었다.
06:35분에, 17기동 함대는 루이지애드 남서쪽 330km 해상에 자리 잡고 있었다. 플레쳐는 정찰을 위해 18대의 돈틀레스 폭격기를 출격시켰다. 구름이 사라진 미군 항공모함은 먼 곳에서도 잘 보였다.
08:20분, 렉싱턴에서 출발한 돈틀레스 파일럿은 구름 사이의 구멍 틈으로 보이는 일본 항공모함을 발견하고 이를 17기동 함대에 알렸다. 그리고 켄조 칸노가 조종하는 일본 정찰기가 17기동 함대를 발견하고 이를 급히 항공모함 쇼카쿠에 보고하였다. 이는 미군이 일본 항공모함을 발견한 시간과 2분 차이였다. 일본과 미군 항공모함은 서로 390km 거리를 두고 있었다. 양측은 공격기들을 준비하기 시작했다.
09:15분, 카쿠이치 중좌와 다카하시 중좌가 지휘하는 18대의 제로 전투기, 33대의 함상 폭격기, 18대의 케이트 뇌격기들이 날아올랐다. 미국 측은 요크타운과 렉싱턴에서 따로 전투기들을 출격시켰다. 요크타운에서는 6대의 와일드캣 전투기, 24대의 돈틀레스 폭격기, 9대의 데버스테이터 뇌격기가 날아올랐고 렉싱턴에서는 9대의 와일드캣 전투기, 15대의 돈틀레스 폭격기, 12대의 데버스테이터 뇌격기가 날아올랐다. 이와 동시에 양측 항공모함들은 상대 위치를 향해 전속력으로 내달렸다. 이는 상대를 공격한 후 최대한 빨리 전투기들을 받아들이고 재출격 시키기 위함이었다.
윌리엄 버치가 지휘하는 요크타운의 폭격기 편대는 10:32분에 일본 항공모함 상공에 도달했다. 미국의 뇌격기들은 폭격기보다 느렸으므로 버치는 뇌격기들이 도착하길 기다렸다. 이때, 일본의 항공모함 쇼카쿠와 즈이카쿠는 서로 9km가량 떨어져 있었다. 즈이카쿠는 스콜을 동반한 소나기 구름에 가려져 있었다. 그리고 쇼카쿠와 즈이카쿠 상공에는 16대의 제로 전투기가 전투초계비행 중이었다. 10:57분이 되자 뇌격기들이 도착했고 버치는 공격 명령을 내려 쇼카쿠로 돌진하였다. 공격 중 450kg폭탄이 쇼카쿠에 명중하였고 갑판과 격납고가 큰 피해를 입었다. 하지만 뇌격기들이 가한 어뢰 공격은 전부 빗나가고 말았다. 공격 중 2대의 돈틀레스와 2대의 제로 전투기가 격추되었다.
렉싱턴의 전투기들이 뒤늦게 11:30분에 도착하였다. 2대의 돈틀레스가 쇼카쿠를 공격하였다. 그리고 450kg 폭탄 한 발을 더 명중 시켰다. 하지만 즈이카쿠로 향한 2대의 돈틀레스는 폭탄을 맞추지 못했다. 나머지 렉싱턴의 공격기들은 스콜을 동반한 구름 때문에 즈이카쿠를 공격할 수 없었다. 렉싱턴의 데버스테이터 뇌격기들은 쇼카쿠를 향해 무려 11발의 어뢰를 쐈으나 쇼카쿠는 교묘한 조함을 통해 이들을 모두 피하였다. 공격 중 3대의 와일드캣이 격추당했다.
쇼카쿠는 미국 항공기들의 공격으로 갑판이 크게 손상되었고, 223명의 사상자를 냈다. 쇼카쿠는 더 이상 작전할 수가 없는 상태가 되었다. 쇼카쿠의 조지마 함장은 전열을 이탈해도 된다는 허락을 받았고, 12:10분에 2대의 구축함의 호위를 받으며 북동쪽으로 물러갔다.

#### 미국 항공모함에 가해진 공격
10:55분, 렉싱턴의 레이다가 126km 근방에서 일본 공격기들 떼가 몰려오는 것을 탐지했다. 렉싱턴에서는 9대의 와일드캣이 요크타운 엄호를 위해 날아올랐다. 그러나 와일드캣들은 일본 뇌격기들이 낮은 고도로 접근해올 거라 예상하고 낮은 고도를 유지하고 있었다. 하지만 일본 공격기들은 와일드캣들을 상공으로 그대로 지나쳤다. 어젯밤 요격했다가 입은 피해 때문에, 일본군은 한쪽 항공모함을 포기하고 나머지 한쪽에 공격을 집중하기로 전략을 바꿨던 것이다. 시마자키가 이끄는 일본 뇌격기 편대는 14대가 렉싱턴 공격에 집중했고, 나머지 4대 만이 요크타운을 노렸다. 와일드캣들은 하나의 뇌격기를 격추시키는 데 그쳤고, 요크타운에서 날아오른 데버스테이터 8기가 일본군 케이트 뇌격기 3대를 격추시켰다. 하지만 케이트 뇌격기를 호위하는 제로 전투기들이 4대의 와일드캣을 격추시켰다.
11:13분부터 일본의 공격이 시작되었다. 요크타운을 공격한 4대의 뇌격기의 어뢰는 전부 빗나갔다. 그리고 나머지 뇌격기들은 전부 렉싱턴으로 몰려들었다. 11:20분, 일본군의 어뢰가 렉싱턴에 명중했다. 첫 번째 어뢰는 운좋게도 휘발유 탱크를 직격했다. 렉싱턴 함내 전체로 유증기가 퍼지기 시작했으나, 미군은 이걸 알지 못했다. 두 번째 어뢰가 렉싱턴에 명중했다. 이 어뢰는 수도관을 파열 시켰다. 이 때문에 보일러실이 가동을 멈추었다. 하지만 남은 보일러실을 통해 렉싱턴은 44km의 속력을 낼 수 있었다. 미군의 대공포가 4대의 일본 뇌격기를 격추시켰다.
미군 상공에 떠 있던 33대의 일본 폭격기들은 맞바람 때문에 뇌격기들보다 3~4분 동안 공격을 늦게 할 수밖에 없었다. 다카하시가 이끄는 쇼카쿠 소속 19대의 폭격기는 렉싱턴을 향해 정렬했고, 나머지 즈이카쿠 소속의 14대는 요크타운을 향해 정렬했다. 제로 전투기들의 호위를 받으며 차례차례 급강하 공격을 시작했다. 다카하시의 폭격기들은 2발의 250kg 폭탄을 렉싱턴에 명중 시켜 화재를 냈다. 요크타운은 비행 갑판에 250kg 폭탄을 한방, 반철갑탄을 한방 맞았다. 반철갑탄은 4층을 뚫고 들어가 폭발하여 비행기 저장고를 폭파 시키고 66명의 승무원이 몰살 당했다. 공격 중 2대의 일본 폭격기가 와일드캣에 의해 격추 당했다.
공격을 마친 일본 공격기들은 철수를 시작했다. 그들은 2대의 미국 항공모함 모두 치명상을 입었다고 판단했다. 성난 와일드캣과 데버스테이터들이 일본기들을 추격했고, 한바탕 공중전이 치러졌다. 여기에서 3대의 데버스테이터와 3대의 와일드캣이 격추되었고, 일본 측에서는 3대의 뇌격기, 1대의 폭격기, 1대의 제로 전투기가 격추되었다.

#### 퇴각
12:50분에서 14:30분 사이에, 공격을 나갔던 미군 전투기들이 항공모함으로 귀환했다. 손상을 입었음에도 불구하고, 렉싱턴과 요크타운 모두 전투기들을 받아들일 수 있었다. 하지만 착함 중 5대의 데버스테이터와 2대의 돈틀레스, 1대의 와일드캣을 잃었다. 일본 측도 전투기들이 귀환했고, 착함 과정에서 2대의 제로기, 5대의 폭격기, 1대의 뇌격기를 잃었다. 69대의 공격대 중 46대가 살아서 돌아왔고, 이들은 모두 즈이카쿠에 착함 하였다. 착함 후 살펴보니 3대의 제로기, 5대의 폭격기, 5대의 케이트가 더 이상 수리가 불가능할 정도로 손상되어 있었고, 때문에 바다로 버려졌다.
17기동 함대가 착함을 마치고 나자, 플레쳐는 상황을 계산하기 시작했다. 플레쳐는 2대 항공모함 모두 손상을 입었고, 전투기 손실이 막심하다는 것을 알았다. 게다가 네오쇼와 심즈가 침몰하여 연료 공급을 받을 수도 없어, 더 이상의 작전이 어려웠다. 14:22분, 플레쳐는 2대의 일본 항공모함이 모두 살아있음을 알게 되고 자괴감에 빠졌다. 일본의 강력한 항공모함에 압도되었다고 생각하고, 그는 17기동 함대를 후퇴 시키기로 결정했다.
14:30분, 하라는 다카기에게 24대의 제로기와 8대의 폭격기, 4대의 뇌격기만이 작전 가능하다고 보고하였다. 다카기 역시도 플레쳐처럼 연료 부족을 걱정하고 있었다. 순양함들은 50%이하, 구축함들은 20%이하의 연료만이 남아 있었다. 15:00분에, 다카기는 이노우에에게 2대의 미국 항공모함을 침몰 시켰다고 보고하였다. 하지만 항공기 손실이 막심하여 상륙작전에서 항공 엄호를 지원하기는 어려웠다. 아직 크레이스의 함대가 건재하다는 것을 알고 있었던 이노우에는 라바울 침공대를 물렸고, MO작전을 7월 3일로 연기하였다. 쇼카쿠는 수리를 위해 일본으로 향했고, 즈이카쿠는 라바울 침공대를 호위하여 물러났다.
한편, 미군 항공모함 렉싱턴의 보수반은 불길을 진화하고 렉싱턴을 정상으로 되돌려 놓기 위해 사투를 벌이고 있었다. 하지만 12:47분, 전기 모터에서 발생한 스파크가 내부의 유증기에 불을 붙였고, 렉싱턴의 함교가 불탔다. 이후 폭발이 발생, 25명의 승무원이 사망하였고 큰 화재가 발생하였다. 14:42분, 또 한번의 거대한 폭발이 발생했고, 심각한 두 번째 화재를 발생 시켰다. 3번째 폭발은 15:25분에 일어났고, 15:38분에 이미 화재는 통제가 불가능할 정도가 되었다. 17:07분 퇴함 명령이 내려졌고 바다에 뛰어든 승무원들은 구조되었다. 19:15분, 구축함 펠프스가 불타는 렉싱턴을 향해 5발의 어뢰를 발사하여 자침시켰다. 256명의 승무원과 36기의 항공기가 렉싱턴과 함께 바다에 가라앉았다. 펠프스와 다른 전함들은 이후 쓰러져가는 요크타운을 인양해 끌고 갔고, 17기동 함대는 남서쪽으로 이탈하였다. 이것으로 산호해 해전은 끝이 났다.

#### 산호해 전투의 영향
산호해 해전이 종료하고 5월 9일, 17기동 함대는 동쪽으로 변침하여 뉴칼레도니아섬 남쪽길로 빠져나갔다. 니미츠 제독은 플레쳐에게 통가타부에서 급유를 받은 후 최대한 빨리 진주만으로 복귀하라는 명령을 내렸다. 급유를 받는 동안, 미군의 폭격기는 데보인 수상기지와 수송선 카와카미마루를 공격했으나 일본군의 피해 여부는 알려져 있지 않다. 그 동안, 플레쳐와 연락이 두절되었던 크레이스는 17기동 함대가 전장을 이탈한 모양이라고 추측하였다. 5월 10일 1:00, 일본 함대가 포트 모레스비에서 물러난 것을 알고, 크레이스는 호주로 도주, 5월 11일에 휘스선데이 섬의 시드 항에 도착했다.
5월 8일 22:00분에, 일본군 해군 총사령관인 야마모토는 이노우에에게 남은 미군 함대를 소탕하라는 명령을 내린다. 그리고 포트 모레스비 점령을 끝까지 완수하라는 말도 덧붙였다. 그러나 이노우에는 이 명령을 듣지 않고 포트 모레스비 침공군을 후퇴시킨다. 대신 명령 수행의 구색을 맞추기 위해 다카기와 고토에게는 남은 미군 함대를 수색하라는 명령을 내린다. 하지만 연료 부족으로 다카기는 5월 9일 대부분의 시간을 연료 급유를 받으면서 보내버렸다. 5월 9일 밤, 급유를 끝낸 다카기와 고토는 남동쪽 해상으로 향했고, 산호해의 남서쪽 부근까지 도달했다. 데보인 수상기지의 수상기들이 17기동 함대를 찾으려 노력했으나, 이미 플레쳐와 크레이스의 함대는 아무 데도 없었다. 5월 10일 13:00분, 다카기는 플레쳐와 크레이스가 안전하게 도주했다는 것을 확인하고 라바울 기지로 귀환했다. 야마모토는 이 보고를 받고 항공기 보충을 위해 즈이카쿠를 귀환 시키라는 명령을 내린다. 이 때 수송선 카와카미마루가 물품을 가득 싣고 데보인 수상 기지를 떠났다. 그리고 5월 11일 미 해군의 카탈레나 비행정이 표류하는 네오쇼를 찾고 구축함 헨리가 출동하여 네오쇼 승무원 109명과 심즈의 생존자 14명을 구출했다. 헨리는 쓰러져가는 네오쇼와 심즈에 어뢰를 발사하여 자침시켰다.
5월 10일, 일본군의 RY작전이 개시되었다. 작전이 끝나고, 수상기뢰함 오키노시마는 미 잠수함 S-42의 공격에 의해 5월 12일 가라앉았다. 이 때문에 상륙은 또다시 5월 17일로 미뤄지고 종전되었다.